# Bergerhaus

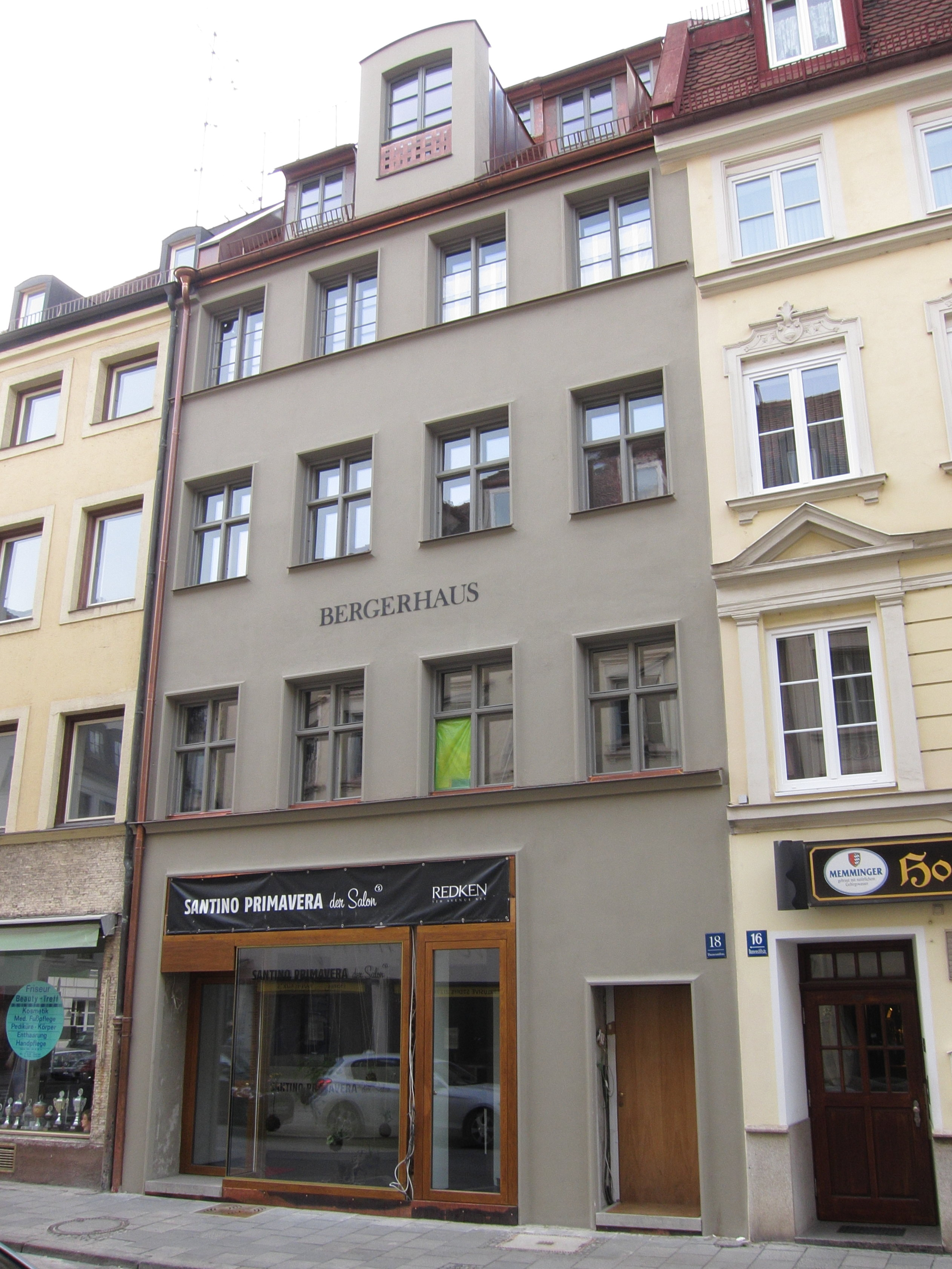

Das Bergerhaus in der Münchener Altstadt (früher Damenstiftstraße 8; heute Damenstiftstraße 18) ist ein vierstöckiges Wohn- und Geschäftshaus nahe der Josephspitalstraße. Es ist in der Denkmalliste Münchens unter der Nummer „D-1-62-000-1223“ verzeichnet.
Der Grundstein des Gebäudes stammt wahrscheinlich aus der Zeit der ersten großen Stadterweiterung Münchens. Der früheste Beleg des Hauses stammt aus dem Jahr 1480 („Haus, Höfel und Backhaus“). Damaliger Eigentümer war der Bäcker Steffan Prachmüllner, dessen Ehefrau Katharina hieß. Später besaßen dieses Haus auch Kupferschmiede und Metzger.
Im Sandtnerschen Stadtmodell (1572) sei das Haus zweistöckig „mit zwei Ohrwaschlgauben und steilem dreigeschossigen Satteldach dargestellt“.
Anton Neumayr erneuerte das Haus im Jahr 1780, im Jahr 1853 erfolgte ein Umbau durch Josef Weyrather, Heinrich Seitz baute es im Jahr 1884 zu einem vierstöckigen Haus in der heutigen Gestalt aus. Die spätklassizistische Fassade mit den barocken Kreuzstockfenstern hatte Karl Hock geplant.
Dieter Berger, der das Gebäude im Jahr 2010 kaufte, renovierte es denkmalgerecht und stellte im Jahr 2012 das 1944 im Zweiten Weltkrieg zerstörte Dach mithilfe von Fotografien wieder her.

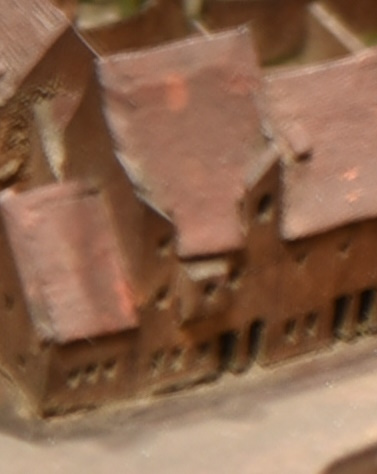
Damenstiftstraße 8 im Sandtnerischen Stadtmodell (1572)